# Ladislav Pavlovič

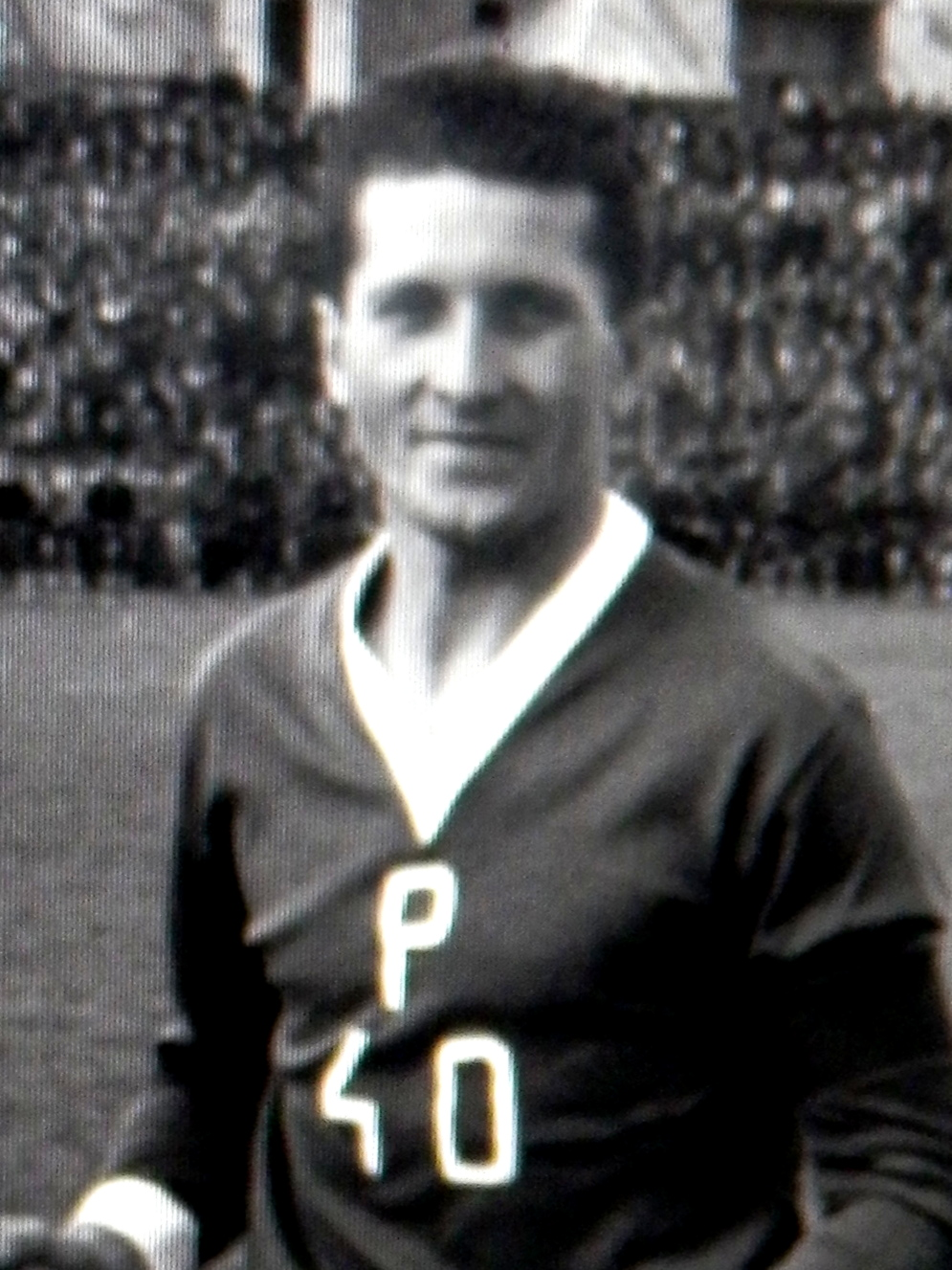
Ladislav Pavlovič

Ladislav Pavlovič (Prešov, 8 april 1926 – aldaar, 28 januari 2013) was een Slowaaks voetballer.
Hij speelde veertien interlands voor Tsjechoslowakije en maakte twee keer een doelpunt. Hij scoorde ook tijdens het Europees kampioenschap voetbal 1960 in Frankrijk tegen het gastland op 9 juli. Pavlovič speelde van 1950 tot 1953 en van 1956 tot 1965 voor 1. FC Tatran Prešov en maakte ongeveer 150 doelpunten. Van 1954 tot 1956 speelde hij voor FK Inter Bratislava. In totaal maakte hij 164 doelpunten in 345 wedstrijden.